# Nino D'Agata
Antonino D'Agata, detto Nino (Catania, 8 ottobre 1955 – Roma, 20 agosto 2021), è stato un attore e doppiatore italiano.

## Biografia
Doppiò il Reverendo Lovejoy e Lou nella serie animata I Simpson. Insegnò doppiaggio presso la Voice Art Dubbing a Roma, Napoli, Catania e Bari.
Morì il 20 agosto 2021, all'età di 65 anni.

## Vita privata
Fu sentimentalmente legato alla doppiatrice Paola Valentini, dalla quale ebbe un figlio, Lorenzo (nato nel 2002), anch'egli doppiatore.

## Filmografia

### Cinema
- Giovanni Falcone, regia di Giuseppe Ferrara (1993)
- Rapporti impropri, episodio del film Corti circuiti erotici, regia di Massimiliano Zanin (1999)
- L'ultimo bacio, regia di Gabriele Muccino (2001)
- Prima classe, regia di Alessandro Bignami e Alex Oriani (2003)
- Le conseguenze dell'amore, regia di Paolo Sorrentino (2004)
- Non vi sedete troppo, regia di Giampiero Francese (2005)
- Mai dove dovremmo essere, regia di Davide Minnella (2005)
- Nuovomondo, regia di Emanuele Crialese (2006)
- Il sangue dei vinti, regia di Michele Soavi (2008)
- Nero infinito, regia di Giorgio Bruno (2013)
- La trattativa, regia di Sabina Guzzanti (2014)
- Il ministro, regia di Giorgio Amato (2016)

### Televisione
- Distretto di Polizia – serie TV, 4 episodi (2000; 2002-2005)
- Il testimone, regia di Michele Soavi – miniserie TV (2001)
- Francesco, regia di Michele Soavi – miniserie TV (2002)
- Don Matteo – serie TV, episodi 3x08-7x09 (2002; 2009)
- Ultima pallottola, regia di Michele Soavi – miniserie TV (2003)
- La squadra – serie TV, episodio 4x02 (2004)
- Paolo Borsellino, regia di Gianluca Maria Tavarelli – miniserie TV (2004)
- R.I.S. - Delitti imperfetti – serie TV, 44 episodi (2005-2009)
- Giovanni Falcone - L'uomo che sfidò Cosa Nostra, regia di Andrea Frazzi e Antonio Frazzi – miniserie TV (2006)
- Il capo dei capi, regia di Enzo Monteleone e Alexis Sweet – miniserie TV (2007)
- Le ali, regia di Andrea Porporati – film TV (2008)
- Ho sposato uno sbirro – serie TV, 1 episodio (2010)
- Squadra antimafia - Palermo oggi – serie TV, 9 episodi (2009; 2011)
- Faccia d'angelo, regia di Andrea Porporati – miniserie TV (2012)
- Il giovane Montalbano – serie TV, 1 episodio (2012)
- Boris Giuliano - Un poliziotto a Palermo, regia di Ricky Tognazzi – miniserie TV (2016)

## Doppiaggio

### Film
- Paul Bettany in Iron Man, Iron Man 2, The Avengers, Iron Man 3, Avengers: Age of Ultron, Captain America: Civil War
- Alec Baldwin in Notting Hill
- Woody Harrelson in Sleepwalking
- Neal McDonough in Captain America - Il primo Vendicatore
- John Nielsen in Transformers - La vendetta del caduto
- Daniel Auteuil in La mia stagione preferita
- Les Dennis in Relazioni intime
- Leland Orser in Una ragazza sfrenata
- John Boswall in Pirati dei Caraibi - La maledizione del forziere fantasma
- Giancarlo Esposito in Derailed - Attrazione letale
- Scott Campbell in Forbidden sins
- Thom Grosson jr. in Il corvo - Preghiera maledetta
- Scott Wentworth in Le cronache dei morti viventi
- John David Cameron in Aliens of the Deep
- Jean Claude Frissung in Le passeggiate al Campo di Marte
- Alvaro d'Antonio in L'amore non ha colore
- Richard Bright in C'era una volta in America (ridoppiaggio)
- Julius Sharpe in Ted 2
- Derek Jacobi in Ironclad
- Alfred Sauchelli jr. in Bronx
- Gregor Fisher in Wild Target

### Film d'animazione
- Issachar in Giuseppe - Il re dei sogni
- Timothy Lovejoy e Lou in I Simpson - Il film
- Steve in Up

### Serie televisive
- Frank Vincent ne I Soprano
- Glenn Morshower in 24
- Jim Meskimen in Due gemelle in Australia
- Julio Oscar Mechoso in High Incident
- Philip Glenister in State of Play
- Richard Thomas in Le avventure della famiglia Robinson
- Proschat Madani in Sophie
- Joe Marinelli in Santa Barbara
- Marcos Frota in Donne di sabbia

### Cartoni animati
- Timothy Lovejoy (st. 8-29, 4ª voce e principale) e Lou (st.8-29, 2ª voce e principale) in I Simpson
- Leo Wong (ep. 4x01) in Futurama[2]
- Novo in Blue submarine no. 6
- Tenente comandante Steel in Swat Kats
- Papà in Il mondo di Stefi

### Videogiochi
- Rev. Timothy Lovejoy e Lou ne I Simpson - Il Videogioco
- Col. Trust in Total Overdose: A Gunslinger's Tale in Mexico
- J.A.R.V.I.S. in Disney Infinity 2.0 (2014)[3]